# アラン・カスカート (第7代カスカート卿)
第7代カスカート卿アラン・カスカート（英語: Alan Cathcart, 7th Lord Cathcart、1648年頃 – 1732年10月19日）は、スコットランド貴族。

## 生涯
第6代カスカート卿アラン・カスカートとマリオン・ボスウェル（Marion Bothwell、デイヴィッド・ボスウェルの娘）の息子として、1648年頃に生まれた。
1672年10月12日以降、エリザベス・ダルリンプル（Elizabeth Dalrymple、1653年10月9日洗礼 – 1733年3月21日、初代ステア子爵ジェームズ・ダルリンプルの娘）と結婚、3男1女をもうけた。
- アラン（1699年8月没） - 海難死
- チャールズ（英語版）（1686年 – 1740年） - 第8代カスカート卿、子供あり
- ジェームズ（1716年6月13日没） - 軍人。決闘により没
- マーガレット（1742年1月没） - サー・アダム・ホワイトフォード（Sir Adam Whitefoord）と結婚、子供あり

1709年6月13日に父が死去すると、カスカート卿の爵位を継承した。
1732年10月19日にスコットランドで死去、息子チャールズが爵位を継承した。